# Théâtre Hébertot
Le théâtre Hébertot est une salle de spectacles parisienne située au 78 bis boulevard des Batignolles, dans le 17e arrondissement de Paris.

## Histoire
Une ordonnance royale ayant séparé en deux communes la ville de Clichy et créé la commune des Batignolles-Monceaux, le 10 février 1830, la nouvelle municipalité, dès 1830 demanda la construction d'une salle de spectacles dans la commune au ministre de l'Intérieur.

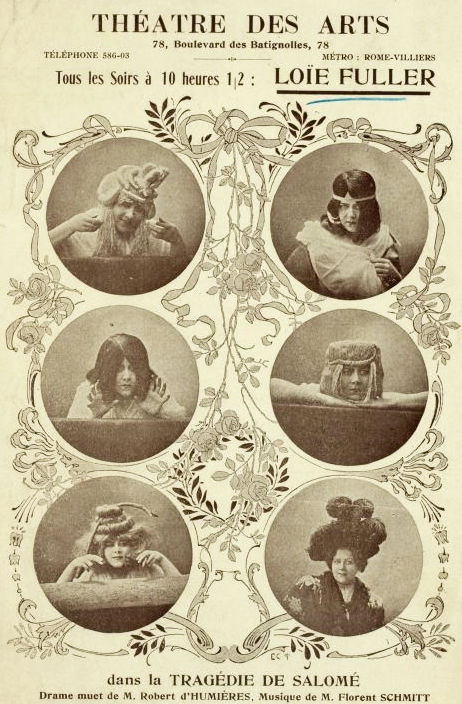
Programme du théâtre des Arts. En haut, le nom de la danseuse américaine Loïe Fuller, vedette du mimodrame La Tragédie de Salomé, livret de Robert d'Humières, musique de Florent Schmitt, créée le 9 novembre 1907.

Or, la création de cette salle était soumise au respect d'un privilège datant du 10 juin 1817, relatif à la direction des petits théâtres des environs de Paris, qui avait été accordé — sur intervention de Louis XVIII — par le ministre de l'Intérieur à l'ancien comédien du Vaudeville Pierre-Jacques Seveste avant d'être transmis à ses fils et héritiers Edmond et Jules Seveste. Bien que ce privilège fût contesté, les frères Seveste n'avaient pas l'intention de l'abandonner et de renoncer à l'avantage qu'il leur procurait : l'exclusivité sur les salles de spectacle situées hors des barrières du mur des Fermiers généraux dans les communes de la Seine.
Passant outre, Besançon Souchet fit construire un nouveau théâtre, rue Lemercier, par l'architecte Torasse, en 1830. Une description de l'époque indique : « d'abord pour donner des fêtes et des bals … Le plancher, les statues, le parterre, tout est mobile. Une demi-heure suffit à deux hommes pour faire de la salle de bal une salle de spectacle, et vice-versa. »
Souchet demanda alors l'autorisation de construction, que le maire lui accorda. Il fut néanmoins condamné à une amende de 500 francs pour ne pas avoir obtenu d'autorisation du ministère de l'Intérieur. Il recommença, en juillet, après avoir demandé l'autorisation au ministre. Celui-ci l'accorda après avoir demandé l'avis aux Sevestre. Cependant cette situation était critiquée au ministère de l'Intérieur parce qu'il n'y avait pas de directeur officiel responsable du répertoire. En mai 1833, Souchet est contraint de mettre en vente sa salle de spectacle.
Le 3 juillet 1838, le ministère de l'Intérieur donne l'autorisation officielle de construire un nouveau théâtre sur le boulevard des Batignolles, entre les barrières de Monceaux et de Clichy. Une société au capital de 175 000 francs est constituée par des négociants et des propriétaires de la commune. La construction est confiée à l'architecte Adolphe Azémar et la direction aux frères Sevestre, détenteurs des privilèges d'exploitation des théâtres de « banlieue » (Montparnasse, Montmartre et Belleville), il fut appelé, de ce fait, à l’origine le « théâtre des Batignolles ».
En janvier 1842, des habitants déposent une pétition sur le bureau du roi : « …notre propriété, notre industrie, nos plaisirs même ne sauraient être livrés à la merci des frères Sevestre qui trafiquent à notre détriment des faveurs ministérielles ». En réponse, un arrêté du ministre fait de Sevestre le directeur du théâtre de 1843 à 1857.
La salle végète, puis elle est confiée à MM. Libert et Gaspari avant d'être dirigée par Chotel, artiste, metteur en scène, professeur de déclamation. Les comédiens appartenaient aux troupes qui jouaient alternativement dans les théâtres de Montmartre et des Batignolles. À la mort de Chotel, le théâtre est repris par sa veuve.
Le 13 août 1886, la société gérant le théâtre est déclarée en faillite. La reprise de la gestion du théâtre ne fut pas meilleure, ce qui a failli entraîner sa disparition.

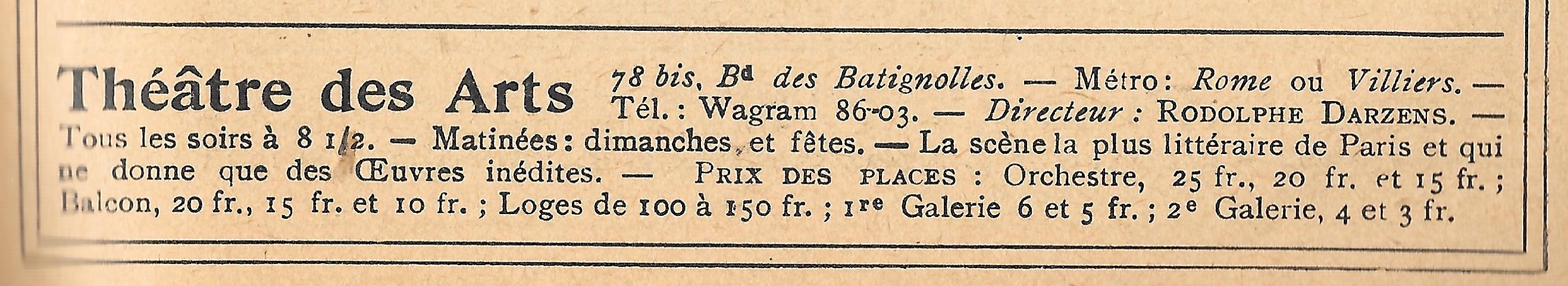
Prix des places du Théâtre des Arts en 1925.

Le théâtre est repris en 1906 par Maurice Landay qui le rebaptise « théâtre des Arts » en 1907. Il est ensuite dirigé par Robert d'Humières jusqu'en 1909, y donnant, en ouverture de saison, La Tragédie de Salomé avec Loïe Fuller.
De 1917 à 1935, il est dirigé par Rodolphe Darzens : les plus grands acteurs y interprètent les plus grands textes : Sacha Guitry, Edwige Feuillère, Georges Pitoëff, Ludmilla Pitoëff, Charles Dullin.
Il acquiert son nom définitif en 1940 sous la direction du dramaturge et journaliste Jacques Hébertot qui le dirige jusqu'à sa mort, le 19 juin 1970. Le théâtre est repris pas son neveu, François Daviel. De santé fragile, il meurt prématurément. Le théâtre revient alors à son héritière, Andrée Delattre.

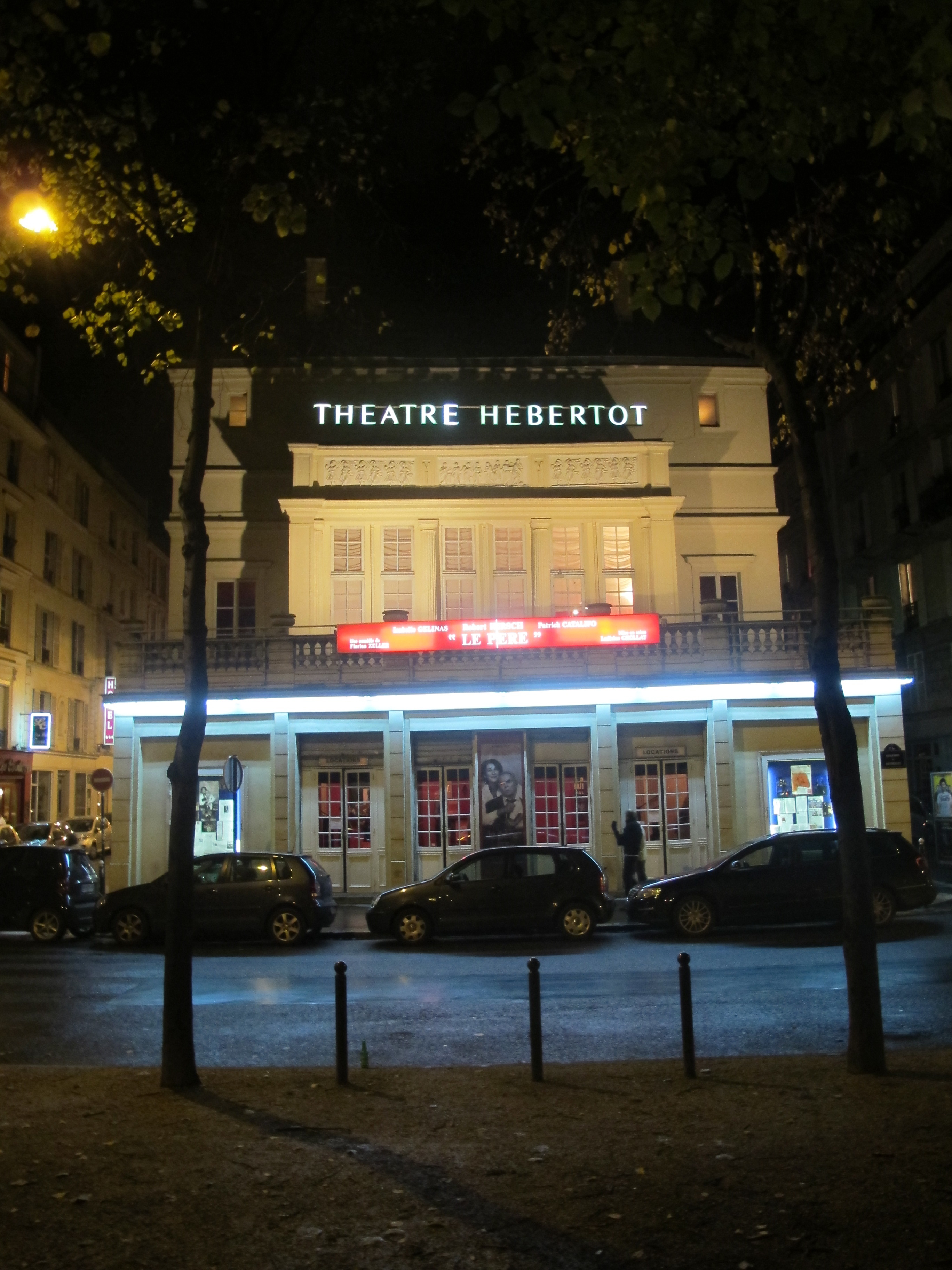
Le théâtre Hébertot, de nuit.

En 1972, Simone Valère et Jean Desailly tentent de reprendre le théâtre, mais Andrée Delattre refuse de renouveler le bail en 1973 à Jean Desailly et le confie à Patrick Barroux qui jouit aussi d'une promesse de vente du fond et des murs du théâtre. Il y fait des travaux importants pour respecter les exigences de la commission de sécurité. Le théâtre ouvre en 1976 sous le nom de théâtre des Arts-Hébertot.
La direction de théâtre est confiée en octobre 1982 à Jean-Laurent Cochet qui tente d'y faire jouer les grandes pièces du répertoire et d'y interpréter des œuvres du patrimoine poétique. Il charge Serge Bouillon de l'organisation administrative et technique, et s'occupe quant à lui de la part artistique, mettant en place un théâtre d'alternance. La première saison offre 21 spectacles différents, tous mis en scène par Cochet, et 330 représentations, ce qui vaut au théâtre la réputation d'une « Comédie-Française bis ». Cette expérience, trop ambitieuse compte tenu de la modeste subvention de la mairie de Paris, prend fin au bout de trois saisons.
La direction est reprise par Alain de Leuseleuc en 1986, puis par Félix Ascot.
Philippe Caubère y crée deux spectacles en 1988 et 1989.
Doté d'une salle à l’italienne de 630 places, il est dirigé, depuis 2003, par Danièle et Pierre Franck, qui ont créé une seconde salle, le Petit-Hébertot, d'une capacité de 110 places, dont ils ont confié la direction artistique à Xavier Jaillard en mars 2009. Puis sous la direction de Sylvia Roux à partir de juin 2015, devenant le Studio Hébertot.
Le théâtre fait l’objet d’une inscription au titre des monuments historiques depuis le 1er août 1974.
En 2010, 50 théâtres privés parisiens réunis au sein de l’Association pour le soutien du théâtre privé (ASTP) et du Syndicat national des directeurs et tourneurs du théâtre privé (SNDTP), dont fait partie le théâtre Hébertot, décident d'unir leurs forces sous une enseigne commune : les « Théâtres parisiens associés.

## Programmation

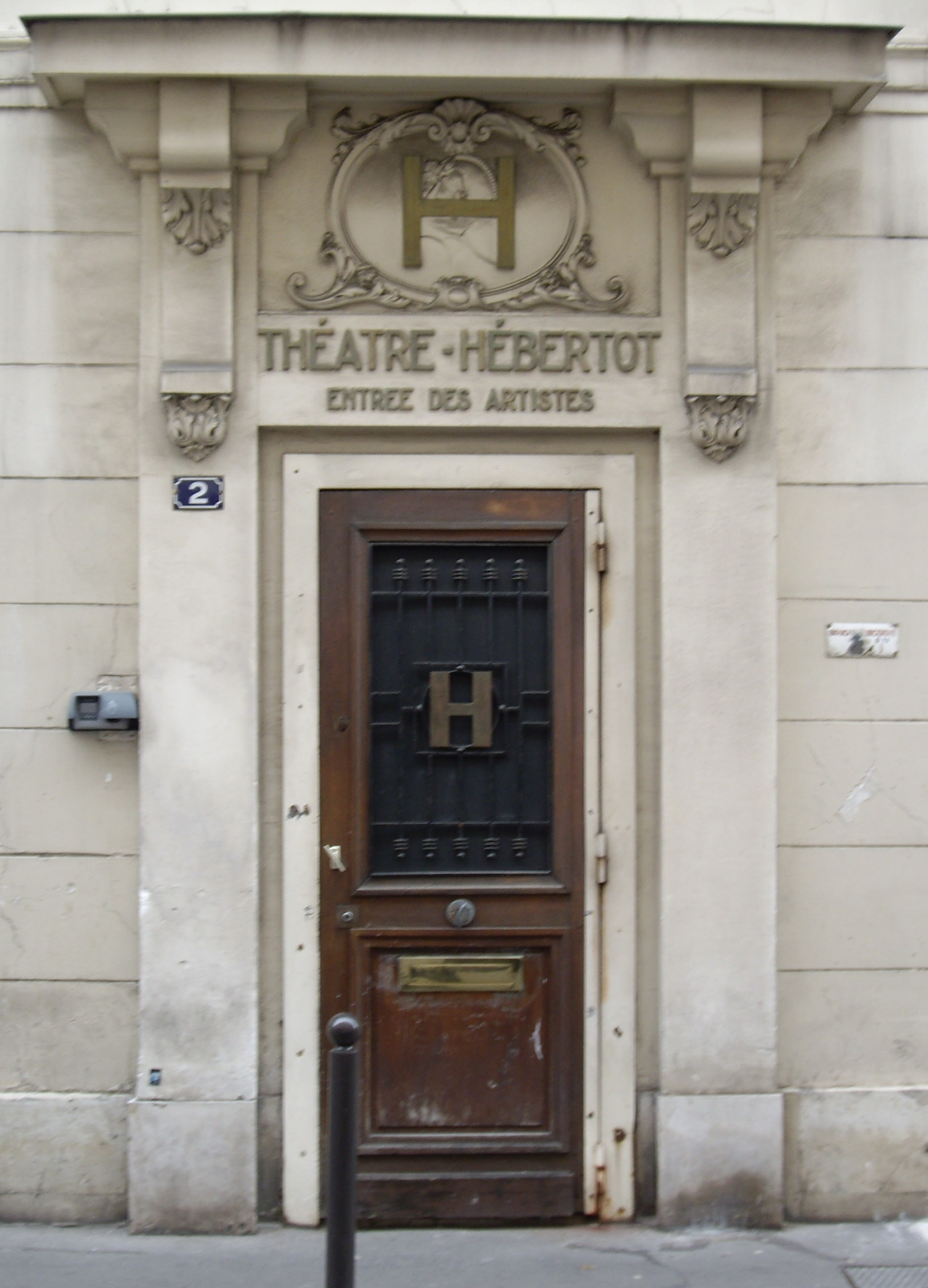
Entrée des artistes.

- 1925 : Henri IV de Luigi Pirandello, mise en scène Georges Pitoëff
- 1925 : Sainte Jeanne de George Bernard Shaw, mise en scène Georges Pitoëff
- 1925 : Le Juif du pape d'Edmond Fleg, mise en scène Georges Pitoëff
- 1925 : Le Lâche d'Henri-René Lenormand, mise en scène Georges Pitoëff
- 1925 : L'Assoiffé d'Aristide Derera, mise en scène Georges Pitoëff
- 1926 : L'Un d'eux d'Émile Mazaud, mise en scène Georges Pitoëff
- 1926 : L'Âme en peine de Jean-Jacques Bernard, mise en scène Georges Pitoëff
- 1926 : Comme ci (ou comme ça) de Luigi Pirandello, mise en scène Georges Pitoëff
- 1926 : Orphée de Jean Cocteau, mise en scène Georges Pitoëff
- 1926 : Et dzim la la... de Marcel Achard, mise en scène Georges Pitoëff
- 1926 : Sardanapale de Boussac de Saint-Marc (d), mise en scène Georges Pitoëff
- 1926 : Jean Le Maufranc de Jules Romains, mise en scène Georges Pitoëff
- 1927 : Le Marchand de regrets de Fernand Crommelynck, mise en scène Georges Pitoëff

- 1938: Le Bal des voleurs de Jean Anouilh, mise en scène André Barsacq, avec Jean Dasté, Michel Vitold et Maurice Jacquemont
- 1944 : Néron de Jean Bacheville, mise en scène Alfred Pasquali, avec Marcelle Géniat et Georges Marchal
- 1945 : Caligula d'Albert Camus, mise en scène Paul Œttly, avec Gérard Philipe, Michel Bouquet, Georges Vitaly
- 1945 : Judith de Charles de Peyret-Chappuis, mise en scène de Julien Bertheau, avec Valentine Tessier
- 1949 : Les Justes d'Albert Camus, mise en scène Paul Œttly, avec Maria Casarès, Michel Bouquet, Serge Reggiani
- 1953 : La Maison de la nuit de Thierry Maulnier, mise en scène Marcelle Tassencourt, avec Pierre Vaneck, et Michel Vitold
- 1954 : Pour le roi de Prusse de et mise en scène Maurice Bray
- 1956 : L'Éventail de Lady Windermere d'Oscar Wilde, mise en scène Marcelle Tassencourt
- 1959 : Long voyage vers la nuit d'Eugene O'Neill, mise en scène Marcelle Tassencourt
- 1961 : Anna Kleiber d'Alfonso Sastre, mise en scène de François Maistre, avec Frédéric Lambre, Pierre Tabard, Jacques Monod
- 1961 : Miracle en Alabama de William Gibson, mise en scène de François Maistre avec Roger Bernard, François Maistre, Claire Versanne
- 1963 : La reine verte de Maurice Béjart, mise en scène de l'auteur, avec Maria Casarès, Jean Babilée, Monique Chaumette,
- 1964 : Yerma de Federico García Lorca, mise en scène Bernard Jenny, avec Loleh Bellon
- 1964 : Cet animal étrange de Gabriel Arout, mise en scène de Claude Régy avec Delphine Seyrig, Jean Rochefort, Jean Rispal
- 1965 : La Collection et L’Amant d'Harold Pinter, mise en scène Claude Régy, avec Delphine Seyrig, Jean Rochefort, Michel Bouquet
- 1966 : Les Trois Sœurs d'Anton Tchekhov, adaptation Georges Pitoëff et Pierre Jean Jouve, mise en scène André Barsacq avec Marina Vlady, Odile Versois et Hélène Vallier
- 1968 : Notre petite ville de Thornton Wilder, mise en scène de Raymond Rouleau avec Bernard Tiphaine, Andrée Tainsy
- 1969 : Mon destin moqueur d'Anton Tchekhov, mise en scène André Barsacq avec Gianni Esposito, Hélène Vallier, Elisabeth Alain, Sophie Marin
- 1972 : Le Légume de F. Scott Fitzgerald, mise en scène de Jean-Pierre Grenier, avec Jean Desailly, Simone Valère, Henri Labussière, Francis Lemaire
- 1976 : Le Jardin de craie d'Enid Bagnold
- 1978 : Si t'es beau t'es con de Françoise Dorin, mise en scène de Jacques Rosny avec Jean-Claude Brialy, Jacques Jouanneau
- 1979 : Mon Père avait raison de Sacha Guitry, mise en scène de Jean-Laurent Cochet, avec Paul Meurisse
- 1986 : Adorable Julia de Marc-Gilbert Sauvajon, mis en scène par Jean-Paul Cisife, avec Danielle Darrieux et Raymond Pellegrin
- 1987 : Une chambre sur la Dordogne de Claude Rich, mise en scène Jorge Lavelli, avec Claude Rich et Anne Alvaro
- 1987 : L'Idée fixe de Paul Valéry, mise en scène Bernard Murat, avec Pierre Arditi
- 1988 : Les Enfants du Soleil, spectacle de Philippe Caubère
- 1989 : La vie que je t'ai donnée de Luigi Pirandello, mise en scène Michel Dumoulin, avec Maria Casarès

- 1992 : L'École des femmes de Molière, mise en scène Jean-Luc Boutté
- 1998 : « Art » de Yasmina Reza avec Pierre Vaneck, Jean Rochefort et Jean-Louis Trintignant
- 1998 : L'Atelier de Jean-Claude Grumberg, mise en scène Gildas Bourdet
- 1999 : Raisons de famille de Gérald Aubert, mise en scène Gildas Bourdet avec Jacques Gamblin, Geneviève Fontanel

- 2001 : Les Fausses Confidences de Marivaux, mise en scène Gildas Bourdet, avec Danièle Lebrun et Gérard Desarthe
- 2002 : Comédie sur un quai de gare de Samuel Benchetrit, avec Marie et Jean-Louis Trintignant
- 2004 : Le roi se meurt d'Eugène Ionesco, mise en scène Georges Werler, avec Michel Bouquet et Juliette Carré
- 2005 : Moins 2 de et mise en scène Samuel Benchetrit, avec Jean-Louis Trintignant et Roger Dumas
- 2005 : Le Journal de Jules Renard de Jules Renard
- 2006 : Doute de John Patrick Shanley, mise en scène Roman Polanski, avec Thierry Frémont
- 2006 : Opus Cœur d'Israel Horovitz, mise en scène Stéphan Meldegg, avec Pierre Vaneck et Astrid Veillon
- 2007 : Irrésistible de Fabrice Roger-Lacan, mise en scène Isabelle Nanty, avec Virginie Ledoyen et Arié Elmaleh
- 2007 : Thalasso d'Amanda Sthers, mise en scène Stéphan Guérin-Tillié, avec Gérard Darmon, Thierry Frémont
- 2008 : L'Antichambre de Jean-Claude Brisville, mise en scène Christophe Lidon, avec Danièle Lebrun, Sarah Biasini, Roger Dumas
- 2009 : Cochons d'Inde de Sébastien Thiéry, mise en scène Anne Bourgeois, avec Patrick Chesnais, Josiane Stoléru (Molière 2009 du meilleur spectacle comique)
- 2009 : Jules et Marcel d'après la correspondance entre Raimu et Marcel Pagnol, mise en scène Jean-Pierre Bernard, avec Michel Galabru, Philippe Caubère
- 2009 : La serva amorosa (La Servante amoureuse) de Carlo Goldoni, mise en scène Christophe Lidon, avec Robert Hirsch, Clémentine Célarié, Claire Nadeau

- 2010 : Solness le constructeur d'Henrik Ibsen, mise en scène Hans Peter Cloos, avec Jacques Weber, Mélanie Doutey, Édith Scob
- 2010 : Éclats de vie de et mise en scène Jacques Weber, avec Jacques Weber
- 2011 : Toutou d'Agnès et Daniel Besse, mise en scène Anne Bourgeois, avec Patrick Chesnais, Josiane Stoléru et Sam Karmann

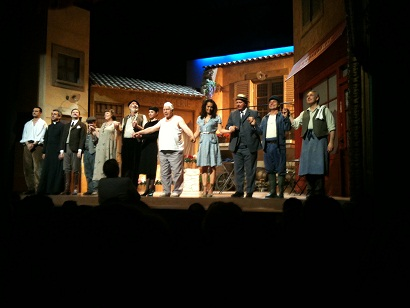
La Femme du boulanger en 2012, avec Michel Galabru.

- 2012 : La Femme du Boulanger de Marcel Pagnol, mise en scène Alain Sachs, avec Michel Galabru et Julien Cafaro
- 2012 : Le Père de Florian Zeller, mise en scène Ladislas Chollat, avec Robert Hirsch, Isabelle Gélinas et Patrick Catalifo
- 2014 : Des fleurs pour Algernon de David Keyes, mise en scène de Anne Kessler avec Grégory Gadebois
- 2016 : À torts et à raison, de Ronald Harwood, mise en scène Georges Werler, avec Michel Bouquet, Juliette Carré, Didier Brice
- 2021 : L'Importance d'être Constant d'Oscar Wilde, mise en scène Arnaud Denis, avec Evelyne Buyle, Delphine Depardieu, Arnaud Denis
- 2023 : Le Repas des fauves de Vahé Katcha, mise en scène de Julien Sibre , avec Thierry Frémont, Benjamin Egner

## Anecdotes
La façade du théâtre Hébertot sert de décor dans le film La Vénus à la fourrure de Roman Polanski.